# Halmø
Halmø är en obebodd ö i Danmark. Den var bebodd till på 1970-talet.
Ön ligger i Region Syddanmark, i den södra delen av landet. Arean är 0,24 kvadratkilometer. På ön förekommer gräsmarker, lite skog och en gård.
Öns högsta punkt är 3 meter över havet. Den sträcker sig 0,7 kilometer i nord-sydlig riktning, och 1,3 kilometer i öst-västlig riktning.